# Relation d'Einstein (physique du solide)
En physique du solide, pour un semi-conducteur, la relation d’Einstein, issue de la relation de déplacement quadratique dans un mouvement brownien s’écrit :
{\displaystyle {\frac {D_{n}}{\mu _{n}}}={\frac {D_{p}}{\mu _{p}}}={\frac {k_{B}T}{q}}=V_{T}=26mV} à 300 K
où :
- n se rapporte aux électrons, p aux trous,
- D représente le coefficient de diffusion,
- µ la mobilité des porteurs de charge,
- kB la constante de Boltzmann,
- T la température thermodynamique et q la charge électrique,
- q la charge de l'électron.

Cette relation est très employée dans l'étude des jonctions P-N, dans la photodiode. On retrouve également cette valeur en application photovoltaïque dans le modèle 1-diode.